# Quartet de corda núm. 12 (Beethoven)
El Quartet de corda núm. 12 en mi bemoll major, op. 127, de Ludwig van Beethoven, fou compost entre l'any 1823 i l'octubre de 1824. Fou publicat l'any 1826 amb una dedicatòria al príncep Galitzine. És el primer dels cinc darrers quartets de Beethoven.

## Presentació de l'obra
Aquest quartet és catorze anys posterior al Quartet de corda núm. 11 i amb la seva composició Beethoven inaugurava la sèrie dels últims quartets que són considerats entre les obres més elevades de la seva vida creadora. Com el tretzè i el quinzè quartet, respon a un encàrrec del príncep Galitzine. La seva composició és contemporània a l'acabament de la Novena Simfonia; fou estrenat el 6 de març de 1825 pel Quartet Schuppanzigh, però sense èxit. Com els altres quartets d'aquest període, aquest quartet no va ser ben rebut pel públic durant molt de temps.
L'edició original, en particel·les separades per a cada instrument, va ser publicada per Schott a Magúncia el març de 1826 i en la partitura completa el juny del mateix any. El títol estava en francès: «Grand Quatuor pour deux violons, Alto et Violoncelle. Composé et dédié à son Altesse Monseigneur le Prince Nicolas de Galitzine par L.v.Beethoven».
El Scherzo és el més desenvolupat de l' obra de Beethoven, al costat del de Quartet núm. 7 (Op. 59 núm. 1) i el de la Simfonia núm. 9. Però mentre que el Quartet núm. 7 crea el seu desenvolupament a partir d'una diversitat de motius, en el Quartet núm. 12 tot ell es desenvolupa a partir d'un germen obscur que es va ampliant.
Consta de quatre moviments :
1. Maestoso, compàs 2/4 — Allegro, compàs 3/4, en mi bemoll major (282 compassos).[6]
2. Adagio ma non troppo e molto cantabile, compàs 12/8, en la bemoll major (126 compassos)
3. Scherzo vivace, compàs 3/4, en mi bemoll major (435 compassos)
4. Finale: Allegro, compàs 2/2, en mi bemoll major (299 compassos)

La seva execució dura aproximadament 37 minuts.

## Discografia
- Quartet Busch, 1942 (Sony)
- Quartet Italiano, 1968 (Philips)
- Quartet Végh, 1974 (Auvidis-Valois)
- Quartet Alban Berg, 1979 (EMI)
- Quartet Talich, 1980 (Calliope)
- Quartet Takács, 2005 (Decca)
- Quartet de Tòquio, 2010 (Harmonia Mundi)
- Quartet Artemis, 2011 (Virgin Classics)